# Робинсон, Энн
Энн Робинсон (англ. Ann Robinson, род. 25 мая 1929, Голливуд, США) — американская актриса.
Родилась в Голливуде в семье банкира. С юных лет она увлекалась верховой ездой, благодаря чему попала в киноиндустрию в качестве каскадера-наездника Шелли Уинтерс в фильме «Френчи» в 1950 году. После участия в качестве каскадера ещё в двух фильмах, Робинсон получила свою первую роль — Сильвия Ван Бурен в фантастическом фильме «Война миров» (1953). Далее последовали роли в картинах «Стеклянная стена» (1953), «Плохие друг для друга» (1953), «Сети зла» (1954), «Джулия» (1956) и «Имитация жизни» (1959). В то же время актриса начала карьеру на телевидении, появившись в телесериалах «Альфред Хичкок представляет», «Перри Мейсон», «Остров Гиллигана», «Женщина-полицейский», «Главный госпиталь», «Дни нашей жизни» и ряде других.
В 1957 году Энн Робинсон вышла замуж за мексиканского матадора Хайме Браво, от которого родила двух детей. В 1967 году они развелись. С 1987 года актриса состоит в браке с бизнес-менеджером Джозефом Вальдесом, вместе с которым в настоящее время проживает в Лос-Анджелесе. В 2005 году актриса снялась в роли тёщи персонажа Тома Круза в фантастическом фильме Стивена Спилберга «Война миров».